# 巴岛花鹿
巴島花鹿（Axis kuhlii），又名巴島豚鹿，是印尼巴韋安島上特有的鹿。
雄性巴島花鹿高60-70厘米。鹿角分成三叉。不像亞洲大陸的花鹿，牠們出生時沒有斑點。其學名是為紀念德國動物學家Heinrich Kuhl。
世界自然保護聯盟因巴島花鹿的數量稀少、分佈地有限及失去棲息地的緣故，而將牠們列為極危。牠們也被列在《瀕危野生動植物種國際貿易公約》的附錄一中。除了猛禽及蟒蛇外，牠們只有很少天敵。

## 外部連結
- ultimateungulate.com （页面存档备份，存于）